# 王宗顯
王宗顯（？—？），河南江北等處行中書省廬州路和州烏江縣人，元末明初政治人物。

## 生平
其早年僑居嚴州。后胡大海攻克嚴州后，担任幕僚。朱元璋征讨婺州时，胡大海引荐，并担任间谍，潜入城中探得虚实。朱元璋大喜，称其攻下婺州后，任其为知府。之后该城守将帖木烈思貳投降，朱元璋改婺州為寧越府，由王宗顯任知府。至正十九年春正月，朱元璋命王宗顯设立郡学，聘任葉儀、宋濂為《五經》師；戴良為學正；吳沈、徐源等為訓導。后不久去世。